# Pontifícia Academia de Latinidade
A Pontifícia Academia de Latinidade (Pontificia Academia Latinitatis) é uma academia da Cúria Romana instituída em 2012 pelo Papa Bento XVI com o Motu Proprio Lingua Latina para favorecer o estudo, o uso e a difusão da língua latina.

## Objetivos
A Academia tem como objetivo:
- Promover o conhecimento e o estudo da língua latina e literatura, tanto clássica e patrística, medieval e humanística, especialmente em instituições educativas católicas em que seminaristas e sacerdotes são treinados e educados;
- Promover em várias áreas o uso do latim como língua falada e escrita.